# 中华人民共和国城乡规划法
《中华人民共和国城乡规划法》，是中华人民共和国城乡规划的基本法律。

## 立法
1949年，新民主主义革命即将取得胜利，中国共产党面临管理城市的任务。1949年3月，在西柏坡举行的中共七届二中全会指出，中国共产党的工作重心从农村转移到城市，必须努力学会管理和建设城市。中华人民共和国成立初期，由于党和政府的重视，开始了城市规划工作，当时的城市建设工作中，规划、建设、管理三个环节衔接紧密。1950年代，中华人民共和国学习苏联经验，颁布《城市规划编制办法》。这是中华人民共和国最早的有关城市规划的全国性编制办法。
1960年代初，为加强对城市的集中统一管理，解决当时城市经济中的突出矛盾，1962年9月和1963年10月，中共中央、国务院先后召开第一次、第二次全国城市工作会议。当时有声音认为城市是消费型城市，农村是生产型农村。这两次全国城市工作会明确了对城市的基本认识，并且强调城市工业要做好对农村的支持。
文化大革命期间，城市规划编制工作陷入停滞。文化大革命结束后，1978年3月，国务院召开第三次全国城市工作会议，中央发布《关于加强城市建设工作的意见》。此次会议召开时，恰逢中国城市发展进入新阶段，城镇数量迅速攀升，开始进入依照城市规划建设城市的时期。
1984年1月5日，国务院颁发《城市规划条例》，这是中华人民共和国关于城市工作方面的第一个基本法。
1989年12月26日，第七届全国人民代表大会常务委员会第十一次会议通过了《中华人民共和国城市规划法》，1989年12月26日，中国国家主席杨尚昆签署中华人民共和国主席令第二十三号公布，自1990年4月1日起施行。该法规定，该法所称的“城市”指“国家按行政建制设立的直辖市、市、镇”，该法所称的“城市规划区”指“城市市区、近郊区以及城市行政区域内因城市建设和发展需要实行规划控制的区域”。该法第四条还规定：“国家实行严格控制大城市规模、合理发展中等城市和小城市的方针，促进生产力和人口的合理布局。”。
1993年6月29日，中国国务院总理李鹏签署中华人民共和国国务院令第116号颁布《村庄和集镇规划建设管理条例》，自1993年11月1日起施行。
《中华人民共和国城市规划法》与《村庄和集镇规划建设管理条例》反映了中华人民共和国长期形成的城乡二元分治体制，对城市和乡村分别制定不同的法律法规，不利于城乡统筹发展。在城乡结合部和各类开发区还造成了法律空白。《中华人民共和国城市规划法》偏重技术管理，不适应政府职能转变的需要。此外，该法不适应经济体制转轨后的城市开发管理，改革中出现的一系列新制度，如土地有偿使用制度、投资体制改革、分税制等，都带来城市发展动力多元化和利益群体分化。这套规划体系难以适应城镇化发展需要，各级城镇体系规划的法律地位不够明确，城乡规划缺乏区域协调和制约机制；城市总体规划繁杂，强制性内容不明确，小城镇规划的法律规范薄弱；城镇详细规划缺少法定约束，乡村规划缺少强大的法律规范。另外，监督机制不完善，法律责任偏轻，也导致违法建设屡禁不绝。
2007年10月28日，第十届全国人民代表大会常务委员会第三十次会议通过《中华人民共和国城乡规划法》，2007年10月28日，中国国家主席胡锦涛签署中华人民共和国主席令第七十四号公布，自2008年1月1日起施行。该法规定，该法所称的“城乡规划”包括“城镇体系规划、城市规划、镇规划、乡规划和村庄规划。城市规划、镇规划分为总体规划和详细规划。详细规划分为控制性详细规划和修建性详细规划”，该法所称的“规划区”指“城市、镇和村庄的建成区以及因城乡建设和发展需要，必须实行规划控制的区域”。
《中华人民共和国城乡规划法》的特点是，突出了城乡规划的公共政策属性，强调城乡规划综合调控的地位及作用，建立了新的城乡规划体系，严格城乡规划修改程序，完善了城乡规划行政许可制度，监督制约行政权力，对城乡规划编制单位提出新要求，加强人民代表大会对城乡规划的监督，强化法律责任，通过法律授权建立更加完善的城乡规划法律体系。
2015年12月20日至21日，第四次中央城市工作会议在北京举行。七位中共中央政治局常委习近平、李克强、张德江、俞正声、刘云山、王岐山、张高丽集体出席。这次会议在“十三五”开局之际召开，中国城市发展正进入新阶段，常住人口城镇化率从1978年的将近18%上升至2014年的近55%，城镇化进程中也面临各种城市病。会议对城市规划等工作提出了新的要求，提出要在《全国主体功能区规划》、《国家新型城镇化规划（2014－2020年）》的基础上，结合“一带一路”建设、京津冀协同发展、长江经济带建设等战略，明确中国城市发展的空间布局和功能定位；以城市群为主体形态，科学规划城市空间布局；统筹规划、建设、管理三大环节；推进规划、建设、管理、户籍等方面改革，以主体功能区规划为基础统筹各类空间性规划。

## 内容
《中华人民共和国城乡规划法》共分七章七十条。各章分别为：
- 第一章　总则：规定了本法的目的，城乡规划的范围，制定和实施城乡规划的原则，以及负责城乡规划管理工作的部门等内容[7][8]。
- 第二章　城乡规划的制定：规定了“全国城镇体系规划”、“省域城镇体系规划”、“城市总体规划”、“镇的总体规划”、“乡规划、村庄规划”以及“控制性详细规划”、“修建性详细规划”的编制、审批办法[7][8]。
- 第三章　城乡规划的实施：规定了实施城乡规划的原则和注意事项[7][8]。
- 第四章　城乡规划的修改：规定了各类规划的修改权限和程序[7][8]。
- 第五章　监督检查：规定了各级人民政府及其城乡规划主管部门、人民代表大会在监督检查中的地位和作用[7][8]
- 第六章　法律责任：规定了违法行为的处罚措施，以及拥有处罚权的部门[7][8]。
- 第七章　附则[7][8]

以下是本法规定的各类规划及其编制、审批办法：
| 规划                 | 编制办法 | 审批办法 |
| -------------------- | --- | --- |
| 全国城镇体系规划     | 国务院城乡规划主管部门会同国务院有关部门组织编制                                                                         | 由国务院城乡规划主管部门报国务院审批 |
| 省域城镇体系规划     | 省、自治区人民政府组织编制                                                                                               | 先经本级人民代表大会常务委员会审议，常务委员会组成人员的审议意见交由本级人民政府研究处理，再报国务院审批 |
| 城市总体规划         | 城市人民政府组织编制 | （1）直辖市的城市总体规划，先经本级人民代表大会常务委员会审议，常务委员会组成人员的审议意见交由本级人民政府研究处理，再由直辖市人民政府报国务院审批。 （2）省、自治区人民政府所在地的城市以及国务院确定的城市的总体规划，先经本级人民代表大会常务委员会审议，常务委员会组成人员的审议意见交由本级人民政府研究处理，再由省、自治区人民政府审查同意后，报国务院审批。 （3）其他城市的总体规划，先经本级人民代表大会常务委员会审议，常务委员会组成人员的审议意见交由本级人民政府研究处理，再由城市人民政府报省、自治区人民政府审批。 |
| 镇的总体规划         | 县人民政府组织编制县人民政府所在地镇的总体规划                                                                           | 先经本级人民代表大会常务委员会审议，常务委员会组成人员的审议意见交由本级人民政府研究处理，再报上一级人民政府审批 |
| 镇的总体规划         | 其他镇的总体规划由镇人民政府组织编制                                                                                     | 先经镇人民代表大会审议，代表的审议意见交由本级人民政府研究处理，再报上一级人民政府审批 |
| 乡规划、村庄规划     | 乡、镇人民政府组织编制                                                                                                   | 报上一级人民政府审批。村庄规划在报送审批前，应当经村民会议或者村民代表会议讨论同意。 |
| 城市的控制性详细规划 | 城市人民政府城乡规划主管部门根据城市总体规划的要求，组织编制                                                             | 经本级人民政府批准后，报本级人民代表大会常务委员会和上一级人民政府备案 |
| 镇的控制性详细规划   | 镇人民政府根据镇总体规划的要求，组织编制                                                                                 | 报上一级人民政府审批 |
| 镇的控制性详细规划   | 县人民政府所在地镇的控制性详细规划，由县人民政府城乡规划主管部门根据镇总体规划的要求组织编制                             | 经县人民政府批准后，报本级人民代表大会常务委员会和上一级人民政府备案 |
| 修建性详细规划       | 城市、县人民政府城乡规划主管部门和镇人民政府可以组织编制重要地块的修建性详细规划。修建性详细规划应当符合控制性详细规划。 | |